# Birthday (canção de The Beatles)
"Birthday" é uma canção dos Beatles composta por Paul McCartney, creditada à dupla Lennon-McCartney, e lançada no álbum The Beatles ou "Álbum Branco" de 1968. Esta música abre o lado três do LP (o que seria o disco 2 em CD) e marca o retorno dos Beatles à tradicional forma do rock and roll, apesar de suas composições terem aumentado em complexidade e terem desenvolvido características próprias e originais nesse ponto.

## Origens da criação
Os Beatles agendaram para mais cedo a sessão de gravações no Estúdio 2 do Abbey Road Studios, em 18 de setembro de 1968. Na ocasião, eles iriam dar uma escapada do estúdio para casa de Paul McCartney a fim de assistir ao filme clássico de rock, "The Girl Can't Help It" de 1956 e que iria  passar pela primeira vez na BBC de Londres no horário nobre. Chris Thomas, o co-produtor do disco, disse: "Eu tinha avisado Paul uns 2 dias antes sobre a exibição do filme, então a ideia era fazer uma pausa, ir para a casa de Paul em Cavendish Avenue assistir ao filme e depois voltar ao trabalho."
Então no dia, Paul foi o primeiro a chegar e ele já estava com o riff principal de "Birthday." Os outros Beatles chegaram mais tarde quase que juntos e Paul já tinha boa parte da música e as primeiras estrofes da letra. A base estava ensaiada quase próximo de estourar o tempo para sair e pegar o início do filme. Na volta da sessão, todos empolgados pela energia transmitida pelo filme, eles terminaram a canção inteira. Compuseram, ensaiaram e gravaram, foi tudo feito em um dia.

## Letra
Paul e John cantam nas primeiras linhas: "Você diz que é o seu aniversário, Bem, é meu aniversário também. Vamos passar um tempo legal, estou feliz que é seu aniversário."
Depois Lennon em uma harmonia lenta canta "Sim! Nós vamos para uma festa."
E Paul canta com um coral de fundo: "Eu gostaria de dançar, me dê essa chance."
Paul McCartney fala sobre a letra:
| “                | Foi meio a meio, John e eu, fazendo a canção e gravando tudo na mesma noite. Eu não me lembro de ser o aniversário de ninguém em particular, mas vendo por outro lado é uma canção que se refere a tradições como o Natal ou aniversários, isso traz vida à canção, será uma ótima canção porque as pessoas vão colocar pra tocar em festas e cantar em aniversários. | ” |
| — Paul McCartney | |   |

Porém, John Lennon diz que a letra já tinha sido escrita antes:
| “             | Foi como todas as outras canções do álbum, escrita na Índia. A gente costumava pegar um dia da semana para nos sentarmos com nossos violões e Paul queria escrever algo sobre aniversários, então ele fez a dele. É uma droga, mas tem um som interessante, colocamos o piano num amplificador de guitarra e um efeito tremolo, o que acho que foi a primeira vez que fizemos. | ” |
| — John Lennon | |   |

## Gravação
A canção começa com uma introdução de tambor, tocado por George Harrison, com som abafado pelo uso de uma luva de pelica, e a progressão de blues começa com uma voz inspirada de Paul McCartney, (talvez pelo filme visto, "The Girl Can't Help It" que contava com Little Richard, Gene Vincent, Eddie Cochran, Jerry Lee Lewis Fats Domino e outros). Esta música é a única faixa no "Álbum Branco" em que Lennon e McCartney dividem o vocal.
John Lennon adicionou os efeitos do final do último acorde e outras pessoas contribuíram para a música como Pattie Boyd e Yoko Ono como vocais de apoio e a equipe de Mal Evans, o assistente de estúdio, com palmas.

## Os músicos
- John Lennon – vocal, guitarra, palmas
- Paul McCartney – vocal, guitarra, piano, palmas
- George Harrison – baixo de 6 cordas, palmas
- Ringo Starr – bateria, tamborim, palmas

- Pattie Boyd Harrison – vocal de apoio, palmas
- Yoko Ono – vocal de apoio, palmas
- Mal Evans – palmas